# Brundtland-rapport
Het Brundtland-rapport is de naam waaronder het rapport Our common future uit 1987 bekend is geworden. Het rapport is geschreven door de World Commission on Environment and Development (WCED) en gepubliceerd door de Oxford University Press. De populaire naam verwijst naar de voorzitster van de commissie, de toenmalige Noorse premier Gro Harlem Brundtland.
De belangrijkste conclusie van het rapport was dat de belangrijkste mondiale milieuproblemen het gevolg waren van de armoede in het ene deel van de wereld, en de niet-duurzame consumptie en productie van het andere deel van de wereld. Het rapport riep voor het eerst op tot duurzame ontwikkeling. Dit werd gedefinieerd als: "een ontwikkeling die tegemoetkomt aan de noden van het heden, zonder de mogelijkheden van toekomstige generaties om in hun behoeften te voorzien in het gedrang te brengen". 
Het rapport wordt ook aangehaald als grondslag van het voorzorgsprincipe.